# Erwin Wortelkamp

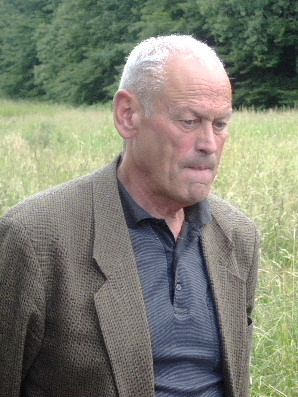
Erwin Wortelkamp (2008)

Erwin Wortelkamp (* 21. September 1938 in Hamm/Sieg) ist ein deutscher Bildhauer und Maler.

## Leben
Die Stationen seines Lebens spiegeln seinen Wunsch nach freiem, künstlerischem Schaffen und akademischer Wissensvermittlung wider: Nach eigenen Studien an der Kunstakademie München von 1960 bis 1965 war Erwin Wortelkamp für die nächsten acht Jahre Kunsterzieher in Frankenthal. Ganz in der Nähe, in Beindersheim, gründete und leitete er bis zu seinem Weggang 1973 das atelier nw 8, das ohne ihn dann auch nicht mehr lebensfähig war. 1973 wechselte er als Assistent an die Pädagogische Hochschule Freiburg. Im Wintersemester 1982/83 war er Gastprofessor an der Justus-Liebig-Universität Gießen und wiederum im Wintersemester 1995/96 an der Universität Witten/Herdecke.
1975 zog Erwin Wortelkamp in den Westerwald, kaufte das „alte Schulhaus“ in Hasselbach, richtete sich dort sein Atelier ein und begann Wiesen und Weiden zu erwerben, um 1986 mit der Anlage „Im Tal“ zu beginnen. 40 Bildhauer haben mittlerweile ihre Arbeiten so in die Landschaft integriert, dass in dem 10 ha großen Areal ein wechselvoller Dialog auch der Kunstwerke untereinander entstanden ist und sich fortsetzt. Dort erwartet den Besucher unter anderem auch seit 1988 das „Haus für August Sander“, in dem Bilder des im Westerwald geborenen Fotografen zu sehen sind.
Im gleichen Jahr entdeckte Wortelkamp im italienischen Acquaviva Picena (Provinz Ascoli Piceno) seinen zweiten Wohnsitz, einen mittelalterlichen Ort, an dem seither alle seine Arbeiten auf Papier entstehen.
Die zweifache Sesshaftigkeit hat Wortelkamps Reiselust nicht beeinträchtigt, die ihn z. B. nach Indonesien, Hongkong, Bali, Jakarta, aber auch in skandinavische Länder und zu den Färöer-Inseln führten. An diesen Orten ließ sich Erwin Wortelkamp zeitweise oder auf Dauer mit seinen Arbeiten auf die jeweilige Umgebung ein.
Wortelkamp sucht seit 1990 die Auseinandersetzung mit der Umwelt, sei es im städtischen Umfeld oder im Landschaftsraum. In den 1970er Jahren waren es Aktionen und Objekte, die gesellschaftspolitisch wirken wollten und z. B. die Unwirtlichkeit des „öffentlichen Raumes“ anprangerten oder sich gegen die Beiträge von „Kunst am Bau“ wandten.
Aus dieser Haltung heraus entstand die Anlage „Im Tal“ und sie prägt auch sein Bestreben, für die seit 1980 wieder in Holz gearbeiteten Skulpturen Orte zu suchen, zu finden und neu zu schaffen. An seinem Zweitwohnsitz Acquaviva waren sechs Wochen lang etwa 20 seiner Werke in dem architektonisch weitgehend von Mittelalter und Renaissance geprägten Städtchen zu sehen. Auch in Bamberg wurden nahezu 40 Holz- und Bronzeskulpturen an Plätzen und Gebäuden der historischen Altstadt gezeigt.
Seine Skulpturen wirken in ihrer Umgebung dominant und verweisen bei allen gewollten Wechselbezügen auf sich und den Betrachter zurück. Außen sind die meisten hölzernen Objekte naturbelassen, verwittert, oft schwarz; innen überwiegend weiß gekalkt. Seine Bronzen fügen sich stärker in den Raum ein, stehen aber optisch den Holzskulpturen nahe. Stets ist das Interesse spürbar, Raum und Umgebung einwirkend zu gestalten.
Viele seiner Werke sind in der Abtei Marienstatt und dem dem Kloster angeschlossenen Privaten Gymnasium Marienstatt ausgestellt, da er mit Abt Andreas Range ein freundschaftliches Verhältnis pflegt.
Erwin Wortelkamp war Mitglied des Deutschen Künstlerbundes. Zwischen 1973 und 1984 nahm er an insgesamt neun großen Jahresausstellungen des DKB teil, zuletzt 1983/84 an der Ausstellung 80 Jahre Deutscher Künstlerbund im Martin-Gropius-Bau und der Nationalgalerie in Berlin.

## Ausstellungen

### Einzelausstellungen (Auswahl)
- 1975: Museum Wiesbaden[3]
- 1976: Kunsthalle Mannheim, ebenso 1988
- 2000: Albertinum, Dresden
- 2001: Lehmbruck-Museum, Duisburg
- 2001: Galerie DKM / Stiftung DKM, Duisburg, Skulptur – Architektur _ Erwin Wortelkamp _ 04.02.2001 – 11.03.2001
- 2002: Internationales Künstlerhaus Villa Concordia
- 2009: Arp Museum Bahnhof Rolandseck, Remagen
- 2016: Landesmuseum, Koblenz: Erwin Wortelkamp. Skulpturen draußen/drinnen 2018/19: Wehrhaft – oder was gilt es zu verteidigen?
  - Teil I: Skulpturen, 20 großformatige Werke von 1981–2018, Festungsgelände der Festung Ehrenbreitstein, 26. August 2018 bis 3. Februar 2019[4]
  - Teil II: Querschnitt, Skulpturen und Arbeiten auf Papier von 1970–2018, in den Innenräumen des Landesmuseums Koblenz auf der Festung Ehrenbreitstein, 1. Dezember 2018 bis 3. Februar 2019[5]
- 2019: Museum DKM, Duisburg, Ein ganzes Leben für die Kunst _ Erwin Wortelkamp_ 20.09.2019 – 03.05.2020

### Gruppenausstellungen (Auswahl)
- 1977: documenta 6, Kassel
- 1985: Kunst in der Bundesrepublik Deutschland 1945–1985, Berlin
- 1990: Farbe Blau, Kunstverein Hamburg - 1990
- 1986: Das Bild der Frau in der Plastik des 20. Jahrhunderts, Lehmbruck-Museum Duisburg
- 1991: Figur - Ansichten von Figur in der Moderne, Städtisches Museum Heilbronn
- 1999: La Mano - Die Hand in der Skulptur des 20. Jahrhunderts, Städtisches Museum Heilbronn
- 2001: Torso - von Rodin bis Baselitz, Staatsgalerie Stuttgart
- 1983/1984: Dreidimensional - Kunsthalle Mannheim, Lehmbruck-Museum 1984 (außerdem in Tokio, Seoul, Manila, Singapur)

## Galerie

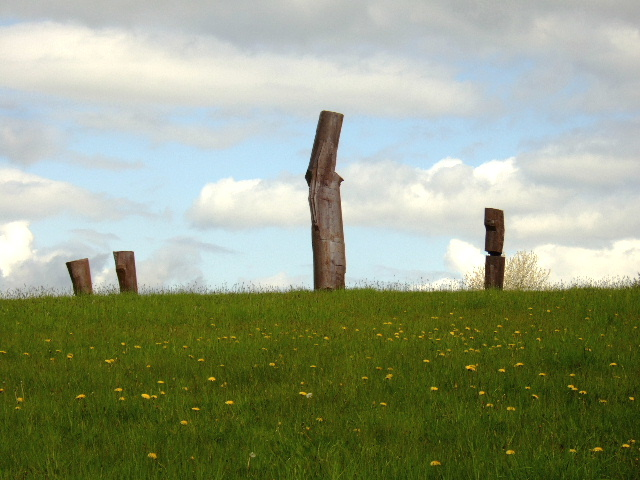
„Vielleicht ein Baum“ (1976) - Im Tal
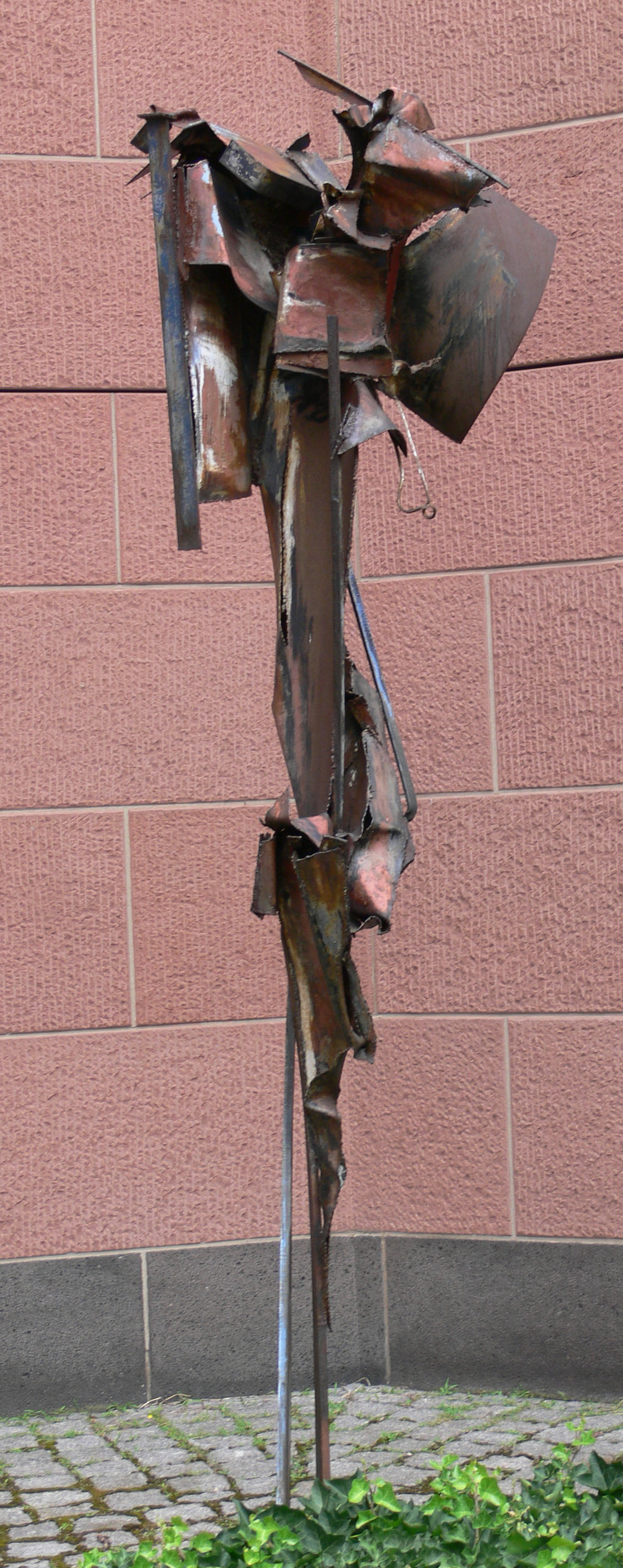
„Farbige Stele“ (1980) - Mannheim
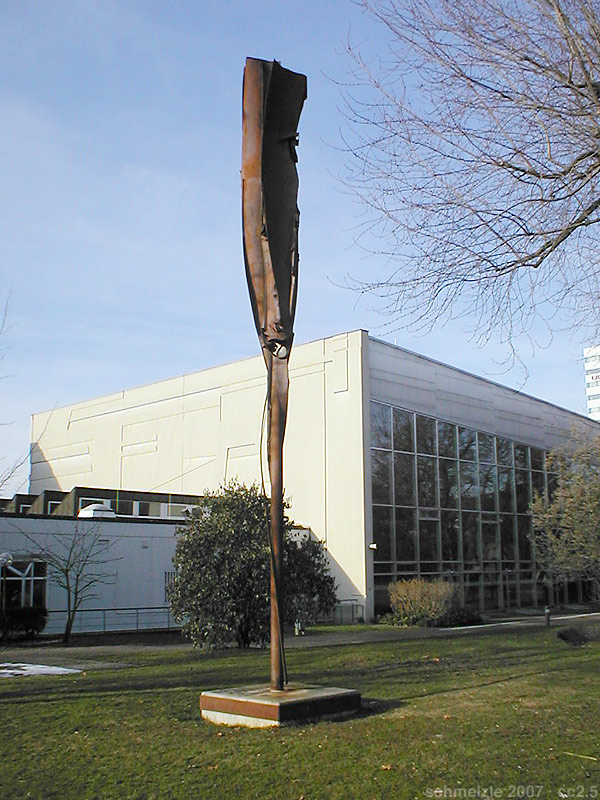
„Friedensstele“ (1984) - Heilbronn
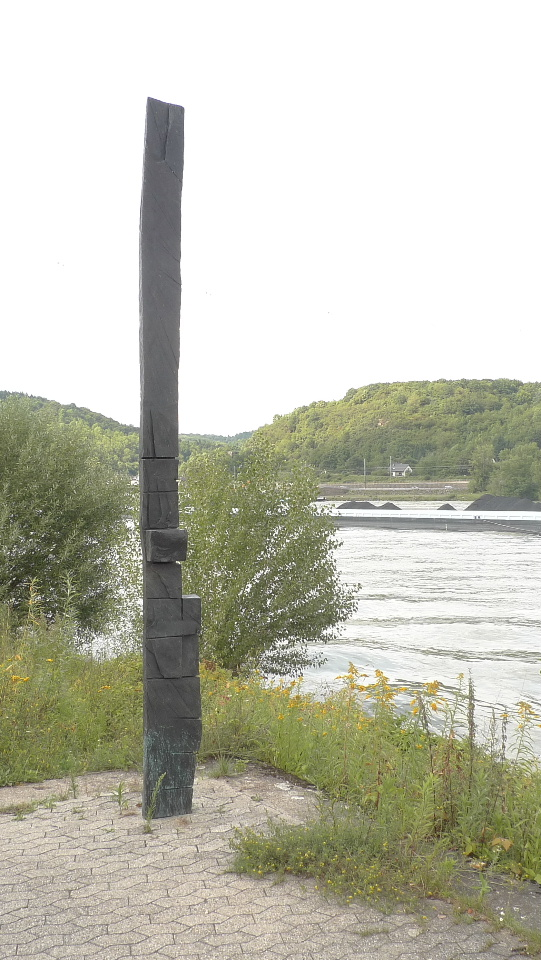
„im Stande“ (2009) - Skulpturenufer Remagen

## Ausstellungsorte (Auswahl, neu, bitte noch weiter ergänzen)
- Stimmgabel 2002, Bronzeskulptur in Bamberg an der Konzerthalle

### Monografien
- Bernd Fäthke, Erwin Wortelkamp, Ausst. Kat.: 7. Aktion im „Raum 27“, Museum Wiesbaden, 16. Sept. – 21. Sept. 1975
- Papiere … Skulpturen … Räume … Kontexte. Katalog zu den Ausstellungen in Ludwigshafen, Dresden, Duisburg 1999–2001. Ostfildern-Ruit 2000
- Skulpturen finden ihren Ort. Bamberg 9. Mai – 14. Juli 2002 und Kloster Schönthal, Langenbruck 25. Mai – 27. Oktober 2002. Ausstellungskatalog Bamberg 2002

### Einzelbeispiele zur Kunst im öffentlichen Raum
- (+ Ulla Wortelkamp) Brunnenplatz am Donau-Center. Neu-Ulm und Hasselbach o. J.
- Skulpturen. 1980–1993. Ausstellungskatalog Erfurt, Bonn. Erfurt 1993
- 3 Skulpturen. St. Petri Westenhellweg Dortmund 15. Mai – 24. Juni 1994. Dortmund 1994, Neu-Ulm.
- draußen und drinnen - drinnen und draußen. 28. Dezember 1996 – 26. Januar 1997. Kunstverein Kapelle Weitendorf e. V. Ausstellungskatalog. Lübeck 1996
- Skulpturen auf dem Gänsbühl im Schwörsaal. Leutkirch, Allgäu. Hist. Rathaus. 18. Mai – 10. Oktober 1997. Ausstellungskatalog. Leutkirch 1997
- Gesockelte Fragmente. Erwin Wortelkamp zu St. Kilian in Heilbronn. 11. Oktober – 22. November 1998. Ausstellungskatalog. Heilbronn 1998
- TRANS P ORT. Skulptur für den »Alten Bahnhof« in Netphen-Deuz. ohne Ort, ohne Jahr
- im Gegenüber - Skulpturen und Papierarbeiten; Galerie im Prediger Schwäbisch Gmünd, 19. März – 15. August 2004, ISBN 3-936988-01-3
- (+ Monika Bugs): Erwin Wortelkamp im Gespräch mit Monika Bugs; Laboratorium, Institut für aktuelle Kunst im Saarland an der Hochschule der Bildenden Künste, Saar. Saarbrücken 2004, ISBN 3-928596-83-7
- Acquaviva Picena – Papierarbeiten, primavera, estate, autumno; Hasselbach, Skulpturen; 12. Februar – 10. April 2005, Pfalzgalerie Kaiserslautern [Hrsg.: Britta E. Buhlmann. Katalog: Annette Reich ...]. Pfalzgalerie, Kaiserslautern 2005, ISBN 3-89422-131-3

### Sekundärliteratur
- Christoph Brockhaus: Erwin Wortelkamp und die Öffentlichkeit der Skulptur in: Sparda-Bank Südwest, Mainz: Sparda-Bank-Preis 2003/04 für besondere Leistungen der Kunst im öffentlichen Raum. - Saarbrücken, 2004
- Jörg van den Berg (HG.): 38 _ 08 - sägen und sagen - Ein Buch zum 70. Geburtstag von Erwin Wortelkamp, columbus books 2008

## Auszeichnungen
- Staatspreis des Landes Rheinland-Pfalz, 1995
- Sparda-Bank-Preis für besondere Leistungen der Kunst im öffentlichen Raum, 2003/04
- Verdienstorden des Landes Rheinland-Pfalz, 2008